# الدعاية الإسرائيلية خلال عملية طوفان الأقصى
تُشير الدعاية الإسرائيلية خلال عملية طوفان الأقصى إلى الدعاية الإسرائيلية التي بدأتها إسرائيل عبر أذرعها الإعلاميّة المتعددة وعبر أجهزتها المخابراتيّة وعلى رأسها الوحدة 8200 المتخصّصة في الحروب الإلكترونية في الجيش الإسرائيلي، حيث حاولت تل أبيب منذ الساعات الأولى للمعركة نشر الكثير من الأخبار بدون أدلة حقيقية في محاولةٍ منها لربطِ فصائل المقاومة الفلسطينية بالإرهاب وكسب تعاطفٍ دولي.
تسردُ هذه المقالة قائمةً بالمزاعم غير المؤكّدة أو تلك التي ثَبُتَ أنها محض أخبار تضليلية/مزيّفة نشرتها إسرائيل طوال أيّام المعركة.

## مزاعم الاغتصاب

### مزاعم عامّة
| نؤكد بشكلٍ قاطع كذب الادعاءات الملفقة التي تروّج لها بعض وسائل الإعلام الغربية التي تتبنى الرواية الصهيونية وآخرها الزعم بقتل الأطفال وقطع الرؤوس واستهداف المدنيين، القسام والمقاومة استهدفت المنظومة العسكرية والأمنية وهي هدفٌ مشروعٌ والمقاطع المصورة من الميدان وشهادات المستوطنين تؤكد على تجنب المدنيين والأطفال. |
| —بيانٌ رسمي لحركة حماس ردًا على الدعاية الإسرائيليّة. |

زعمَ مسؤول إسرائيلي تعرّض نساءٍ للاغتصاب خلال هجوم حماس على مستوطنات غلاف غزة، ثم سرعانَ ما تناقلت عددٌ من وسائل الإعلام وخاصة الغربية منها هذه الأخبار ونشرتها على مواقعها وجرائدها الورقيّة. تبيَّن في وقتٍ لاحقٍ أنّ هذه المزاعم مضللة، حيثُ أخفقت وسائل الإعلام التي تناقلت الخبر في تقديمِ الأدلّة ونسبت الخبر لشخصٍ مجهول. الجيش الإسرائيلي هو الآخر لم يُؤكّد هذه الادعاءات رغم اعتباره لحركة المقاومة الإسلامية حماس وباقي الفصائل العسكرية التابعة لها حركات إرهابيّة.
قامت عددٌ من وسائل الإعلام وخاصّة الأمريكية منها بحذفِ أو تعديل التقارير عن اغتصاب مقاتلي حماس للنساء بعد كل اللغط والجدل الذي حصل، بما في ذلك جريدةُ لوس أنجلوس تايمز التي عدّلت إحدى مقالاتها حول الموضوع وحذفت العبارات التي تُشير إلى الاغتصاب بصيغة الجزم مع ملاحظةٍ بأنّه «لم يتم إثبات مثل هذه التقارير».

### قضية شاني لوك
شان لوك هي فتاة ألمانية إسرائيلية أسرتها سرايا القُدس ضمن مجموعة أسرى آخرين ثمّ أُدخلت القطاع. أظهر مقطع فيديو الفتاة وهي مستلقية على بطنها في خلفيّة سيارة رفقة عددٍ من الفلسطينيين الذين أسروها، وفي المقطع تبدو كما لو أنّها عارية. سُرعان ما راجت أخبارٌ ومزاعم تُفيد باغتصابها فيما قالت مصادر أخرى إنها قد ذُبحت على يدِ المقاومة الفلسطينية.
تبيّن لاحقًا أنّ شاني لوك لا تزال على قيد الحياة، حيث أكّدت والدتها في حوارٍ مع التلفزيون الألماني أنها تلقت معلوماتٍ من مصادر فلسطينيّة من داخل القطاع تُفيد بأن ابنتها على قيد الحياة لكنها تعاني من إصابة خطيرة في الرأس وهي في حالة حرجة تتلقّى الرعاية في أحد مستشفيات غزة.

## مزاعم ذبح الأطفال

الصفحة الرئيسية من مجلّة الميترو البريطانيّة مع عنوانٍ رئيسي باللغة الإنجليزية وبالخطّ العريض يُفيد بـ «مقتل 40 طفلًا على يدِ حماس» رغم عدم تأكيد المتحدث باسمِ الجيش الإسرائيلي في حديثٍ مع وكالة الأناضول لهذا الخبر، مع صورة مرافقة لجندي من الجيش الإسرائيلي يحملُ كلبًا في إطار الدعاية والبروباغندا التي مارستها عددٌ من وسائل الإعلام الغربية لصالحِ إسرائيل عقبَ بداية عملية طوفان الأقصى.

ادّعت صحفية إسرائيلية من قناة آي 24 نيوز العبريّة نقلًا عن مصادر لم تُسمّها ذبحَ مقاومي القسّام لـ 40 طفلًا إسرائيليًا وقطع رؤوسهم، ثم سرعان ما انتشر الخبر وتداولته أغلبُ الصحف الغربيّة بل نشرته صحفٌ أخرى على الصفحات الأولى لجرائدها الورقيّة والإلكترونية بما في ذلك صحيفة ذا تايمز اللندنية المعروفة بانحيازها لإسرائيل والتي تتجنّبُ الرواية أو السردية الفلسطينية ونيويورك بوست الأمريكيّة وغيرهما، كما استمرَّ الضخُّ الإعلامي الغربي لهذه القصة بحيث نشرتها حسابات تحظى بملايين المتابعين على مختلف مواقع التواصل الاجتماعي دون التحقّق منها بالأساس.
اتصلت وكالة الأناضول وهي وكالة الأنباء الرسميّة في تركيا بالمتحدثِ باسم الجيش الإسرائيلي مستفسرةً عن هذه المزاعم أو الشائعات، فردَّ المتحدث بالقول: «لقد اطلعنا على هذه الأخبار وليس لدينا أيُّ تفاصيلٍ أو تأكيدٍ حول ذلك»، علمًا أنّ الجيش بمعية الإسعاف الإسرائيلي هو من تعامل ويتعامل بشكل مباشر مع جثت القتلى ويُحصيهم ويُعلن عن هويّاتهم. زعمت الصحفية الإسرائيلية التي نقلت الخبر لأول مرة أنّها نقلته من مصادر محّددة، ثم عادت وغيّرت الرواية فصارت مصادرها من الجيش الإسرائيلي نفسه، قبل أن تتراجعَ لاحقًا عن هذه الرواية كذلك قائلةً إنّ من أخبرها هو مصدرٌ من خارج الجيش نقلها هو عن الجيش.
على الجانبِ المُقابل فقد ردَّ صحفيون ومثقفون غربيون على الحملة الإعلامية الإسرائيلية التي حظيت بدعمٍ وتأييدٍ رسمي من بعض الدول والحكومات حول العالَم، فكتبَ الصحفي الأمريكي كريس هيدجيز مقالًا مطولًا تحتَ عنوان «الفلسطينيون يتحدثون لغة العنف التي علمتهم إيّاها إسرائيل» (بالإنجليزية: Palestinians Speak the Language of Violence Israel Taught Them)‏ وفيه قدّم سردًا للقضية الفلسطينية من منظور تاريخي معدّدًا الجرائم والمجازر الإسرائيلية في حقِّ الفلسطينيين حتى تشكّل فصائل المقاومة على اختلافها.

## مزاعم استهداف المدارس
نشرت قناة إن بي سي نيوز الأميركية يوم 14 تشرين الأول/أكتوبر تقريرًا مطوّلًا وبالصور ادعت فيه حصولها وبشكل حصري على على سمَّتها «وثائق سرية» عُثر عليها مع جثث مقاتلي القسّام الذين قُتلوا خلال الاشتباكات في مستوطنات غلاف غزة ضمن عملية طوفان الأقصى. زعمت القناة أنّ هذه الوثائق تكشفُ أنّ من سمَّتهم بـ «الإرهابيين» قد استهدفوا عمدًا المدارس الابتدائية إذ كانت لديهم خطة ممنهجة تفصيلية ومنسّقة لقتل واحتجاز المدنيين وأطفال المدارس في مستوطنة كفار سعد في غلاف غزة كرهائن.
حقّقت منصّة مسبار العربية المتخصّصة في كشفِ الادعاءات الزائفة والأخبار المضلّلة في التقرير الذي نشرته الجريدة الأمريكيّة، ووجدت أنها تضمنت بالفعل خطة للهجوم على مستوطنة كفار سعد، وذلك من خلال تقدّم فصيل مسلّح عبر سيارات الدفع الرباعي والدراجات النارية لفتح ثغرة على الجبهة الشمالية الغربية من سياج المستوطنة، لتتقدم مجموعتان تسيطر كل منهما على أحد القاطعين الشرقي والغربي للمستوطنة، بهدف إيقاع أكبر قدر ممكن من الخسائر البشرية والأسرى، لكنّها لم تعثر على إيّ إشاراتٍ إلى أنّ الخطة تشملُ استهداف الأماكن التي يتجمع فيها الأطفال، أو تعليمات تنص على قتلهم أو احتجازهم، بخلاف ما شدّدت عليه الصحف التي تداولت قصة الوثائق.رسمية. نوهت المنصة إلى أن عملية طوفان الأقصى جرت يوم السبت الذي هو أحد أيام عطلة نهاية الأسبوع الرسمية في إسرائيل، ما يعني أن المدارس والمراكز التعليمية تكون خالية من الأطفال أساسًا، بل إنّ السابع من أكتوبر شهدَ عيدًا وطنيًا يهوديًا يُدعى بهجة التوراة، وفيه دخلت كافّة الجهات الرسمية والمدارس في عطلة رسمية.

## الأخبار المضلّلة
إعدام المدنيين
في إطار المعلومات المضلّلة التي نشرها مؤيدو إسرائيل وخلال حملتهم في التجييش على قطاع غزة، نشر دونالد ترامب جونيور ابن الرئيس الأمريكي السابق دونالد ترامب والمعروف هو الآخر بتأييده الكبير لإسرائيل مقطع فيديو على حسابه الرسمي في منصّة إكس الذي يُتابعه فيه أكثر من 10 مليون شخص يُظهر شخصًا يحملُ سلاحًا ويُصوّر عددًا من الأشخاص المدنيين كما يبدو والغارقين في بركٍ من الدم وعلَّق عليه بالقول: «لا يجبُ التفاوض مع هؤلاء. هناك طريقة واحدة فقط للتعامل معهم» ملمّحًا لخيارِ الحرب الشاملة أو حتى الإبادة، لكنه سُرعان ما تبيّن أن المقطع قديم أصلًا وليس في إسرائيل ولا بفلسطين ولا علاقة له بالقضية الفلسطينية ومع أنّ منصة إكس وضعت تحذيرًا على التغريدة وشرحت السياق الذي نُشر فيه الفيديو وتاريخه إلّا أن دونالد ترامب الابن لم يمسح التغريدة التي شُوهدت نحو 4 مليون مرة في أقلّ من 12 ساعة.
أسر طفلة
نشر المحامي الأمريكي الإسرائيلي مارك زيل مقطع فيديو على حساباته الرسمية في مواقع التواصل الاجتماعي لشاب فلسطيني يُمازح طفلة صغيرة ويضحكُ معها وكُتب على المقطع «بنت ضايعة». علّق مارك على المقطع بالقول إنّهم «إرهابيو حماس مع طفلة يهودية مختطفة في غزة»، وأضافَ أنّ «هذا هو عدونا» ثم سرعان ما أعاد السياسي الإسرائيلي أوفير جندلمان الذي كان في وقتٍ ما متحدثًا باسمِ رئيس الوزراء الإسرائيلي للعالم العربي وكتب هو الآخر وبالعربيّة هذه المرة أن المقطع يُوثّق «رضيعة إسرائيلية مخطوفة في غزة» زاعمًا أنّ مقاتلي حماس ذبحوا والدها ووالدتها. تحقَّقت منصّة إيكاد المتخصصة في الاستخبارات مفتوحة المصدر والتأكّد من مقاطع الفيديو الذي يجري تداولها ووجدت أن المقطع نُشر على موقع تيك توك في 8 أيلول/سبتمبر 2023 أي قبل عملية طوفان الأقصى بشهر وجرى إعادة نشره من قِبل ساسة ومشاهير من إسرائيل أو داعمين لها على أنه اختطافٌ أو أسرٌ لطفلة لم يتجاوز عمرها الأربعة سنين.
التراجع عن بيانات رسميّة
بدأت طائرات الاحتلال الإسرائيلي منذُ 21 تشرين الأول/أكتوبر إسقاط رسائل ورقيّة على سكان مدينة غزة والمناطق المحيطة بها لإخلاء شمال القطاع، حيث أسقطت آلاف الأوراق التي كُتب عليها: «إلى سكان قطاع غزة. إنّ وجودكم شمالي وادي غزة يعرض حياتكم للخطر. كل من اختار أن لا يُخلي شمال القطاع إلى جنوب وادي غزة، من الممكن أن يتم تحديده على أنه شريكٌ بتنظيم إرهابي». أثارت هذه الرسائل الورقيّة التي ألقاها جيشُ الاحتلال الكثير من الجدل خاصة وأنها اعتبرت كل من يتمسّك بأرضه ومنزله «شريكٌ بتنظيم إرهابي» وبدت تهجيرًا قسريًا واضحًا للمدنيين الفلسطينيين وهو ما أثار الكثير من اللغط في الأوساطِ العربية ووصل للأوساط الدولية على حدٍ سواء.
سُرعان ما تراجع الجيش الإسرائيلي عن محتوى الأوراق التي ألقتها طائراته، حيث نشر الحساب الرسمي للجيش على مختلف منصات التوصل «بيانًا توضيحيًا» زعم فيه أنّ الترجمة العربية لمحتوى الأوراق غير دقيقة، نافيًا أن يكون للجيش أيّ نية لاعتبار أولئك الذين لم يتم إخلاؤهم بعد أعضاء في جماعة إرهابية، وأضافَ هذه المرة أنّ كل من بقي في الشمال قد يُعرض نفسه للخطر بسبب أنشطة حماس التي يصفها بالحركة الإرهابية داخل ما يقولُ إنها مناطق مدنية متراجعًا عن الوصفِ السابق بعد ردود الفعل التي أثارها.

## التفاعل الزائف
مع استمرار البروباغندا الإسرائيلية وما حظيت به من دعمٍ ودعاية كبيرة في وسائل الإعلام الغربية وخاصة وسائل الإعلام الأمريكيّة ونظيرتها البريطانيّة، تفاعلَ عددٌ من المشاهير الغربيين معَ ما يجري في المنطقة إمّا باستعمال صور ومقاطع فيديو مضللة وغير صحيحة أو بنشرِ معلومات لا صحّة لها. نشرت الكاتبة والروائية والممثلة الأمريكية جيمي لي كرتيس يوم الحادي عشر من تشرين الأول/أكتوبر 2023 (اليوم الخامس لمعركة طوفان الأقصى) صورةً على حسابها الرسمي في موقع إنستغرام تُظهر طفلًا يحملُ طفلة أخرى أصغر منه وفي جانبيهما عددٌ من الأطفال الآخرين بحيث ينظر الجميع للسماء في خوف وهلع فيما يفرّ آخرين خوفًا على ما يبدو من سقوطِ صواريخ في المنطقة وكتبتَ عليها «رعبٌ من السماء» في اعتقادٍ منها أنّ الصورة لأطفال إسرائيليين ثمّ سرعان ما حذفت المنشور بأكمله بعدما عرفت أنّ الصورة تعود لأطفال غزيين يفرّون من صواريخ الاحتلال الإسرائيلي.
لم تكن جيمس الوحيدة التي وقعت في فخّ الأخبار المضللة والدعاية الإسرائيلية، بل تكرر الأمر مع مشاهير آخرين وعلى رأسهم نجم البوب الكندي جاستن بيبر الذي نشر قصّة على حسابه الرسمي في إنستغرام، وتُظهر الصورة شوارع مدمّرة بالكامل ثمّ كتبَ عليها «Praying for Israel» (ادعو لأجل إسرائيل) ثم سرعان ما حذف هو الآخر المنشور بعد تنبيهه أنّ الصورة تعودُ لشوارع مدينة غزة المدمَّرة بسببِ الصواريخ الإسرائيلية.

## مزاعم بايدن
عقبَ الانتشار الكبير للخبر القائل بأنّ المقاومين من غزة لمّا اقتحموا المستوطنات الإسرائيلية قاموا بقطع رؤوس 40 طفل يهودي، كرَّر الرئيس الأمريكي جو بايدن نفس الادعاء وذلك في حوارٍ مع الصحافة. تبيّن مع مرور الوقت أنّ هذا الخبر كاذب، وأنّ مصدره هو رائدٌ متطرّفٌ في الجيش الإسرائيلي رغمَ أن الأخير لم يؤكّد بنفسه هذه الادعاءات بل نفى المتحدث باسمه امتلاكه لأيّ معلومات تؤكّد هذه الأخبار وذلك في تصريحاتٍ لوكالة الأناضول.
نشرت نيويورك بوست ومعها واشنطن بوست في وقت لاحق مقالًا مطولًا شرحت فيه اللغط والجدل الكثير الذي حصل بعد تصريحات بايدن، وذكرت الصحيفة الأمريكية أنّ البيت الأبيض تراجعَ ضمنيًا عن تصريحات الرئيس بشأن رؤيته صورًا لفظائع مزعومة خلال هجوم حماس، مؤكّدة عن مصدر مطّلع من داخل البيت الأبيض قوله إنّ لا الأخير ولا بايدن ولا أي مسؤول رأى صورًا أو تأكّد من صحة التقارير بشأن قطعِ رؤوس الأطفال. شرحت واشنطن بوست كيف أنّ تصريحات بايدن بشأن الفظائع المزعومة استندت إلى مزاعم متحدثٍ باسم نتنياهو وإلى تقارير إعلامية إسرائيلية غير مؤكّدة بالأساس.

## الربط بداعش
حاولت إسرائيل عبر أذرعها الإعلاميّة ربط حركة حماس بتنظيم الدولة الإسلامية (داعش)، فبعد نحو أسبوعٍ من عملية طوفان الأقصى المباغتة بدأت الحسابات الإسرائيلية الموجَّهة للعرب في نشر معلومات تزعمُ بأنّ حماس هي امتدادٌ لتنظيم الدولة. نشر أفيخاي أدرعي يوم 12 تشرين الأول/أكتوبر 2023 صورةً لراية العقاب زاعمًا أنه قد عُثِر عليها ضمنَ عتاد مقاتلي حماس الذين تسللوا إلى كيبوتس صوفا في غلاف غزة، ومثله فعلت حسابات إسرائيل الرسميّة الأخرى مثل إسرائيل بالعربية وغيرها. حقَّقت منصبة مسبار العربية المتخصصة في الاستخبارات مفتوحة المصدر وكشف الأخبار الزائفة والمضللة في المزاعم الإسرائيلية ونبَّهت إلى راية العقاب وكيف أنها نظيفةٌ تمامًا وأطرافها الذهبية لامعة، بينما تمتازُ مستوطنة صوفا التي سيطر عليها القسّام في الساعات الأولى من عمليّة طوفان الأقصى بطبيعة ترابية مترامية الأطراف، ما أثار شكوك المنصّة حول حفاظ الراية على نظافتها وألوانها بشكلٍ مطلق دون تعرضٍ لأي خرق أو تمزيق وسط كل ذلك الغبار ورغم كل الاشتباكات التي خاضها القساميون ضدّ المجنّدين الإسرائيليين. تاريخيًا فقد كانت حركة حماس امتدادٌ لحركة الإخوان المسلمين ثمّ انفصلت عنها كليًا في عام 2017، أما تنظيم الدولة فهو تنظيم جهادي برزَ في العراق والشام تحتَ قيادة أبو بكر البغدادي (1971 – 2019) وكفَّر التنظيم حركة المقاومة الإسلامية (حماس) بالأساس وشنَّ ضدها هجماتٍ في أكثر من مناسبة لعلَّ أبرزها الهجوم في أيار/مايو 2014 بقذائف الهاون على قاعدةٍ تابعة لكتائب القسام جنوبي غزة.

## مزاعم السلاح الكيميائي
ظهرَ الرئيس الإسرائيلي إسحاق هرتسوغ في مقابلة صحفيّة مع قناة سكاي نيوز الأمريكيّة يوم 22 أكتوبر 2023 للحديثِ عن عملية طوفان الأقصى وليكشف ما قِيل إنها حقائق جديدة حول هذا الهجوم وتفاصيله. خلال اللقاء الصحفي، استعرضَ إسحاق ما سمَّاها «أدلّة» تؤكّد بحسبه أن حماس حاولت إنتاج سلاح كيميائي، أما عن دليله فقد زعمَ أن الجيش الإسرائيلي عثرَ على يو إس بي في جثمان أحد مقاتلي القسّام احتوت على «تعليماتٍ لإنتاج أسلحة كيميائية ونشرها بين سكان مدنيين». لم يكتفِ هرتسوغ بما أخطر به سكاي نيوز بل زعم أن المحتويات التي عُثر عليها هي ملفات بصيغة بي دي إف تعود لتنظيم القاعدة من عام 2003 وتحديدًا كتاب بعنوان «الفردوس الأعلى» للباكستاني رمزي يوسف المعتقل في السجون الأمريكيّة منذ 1995 محاولًا الربط بين هذه المنظمة وبين حماس. سُرعان ما نقلت عددٌ من الصحف والمجلات الغربيّة هذه المزاعم ولو بدون تحقّق في محاولةٍ منها هي الأخرى للربطِ بين حماس وباقي فصائل المقاومة الفلسطينية من جهة وبين تنظيمات جهاديّة مثل القاعدة أو داعش. تعرضت هذه المزاعم التي روّجها الرئيس الإسرائيلي لسخرية كبيرة من عشرات المحللين والمتابعين للشأن العام خاصّة حديث إسرائيل عن حمل مقاتلي القسّام ليو إس بي معهم خلال اقتحامهم للمستوطنات والمستعمَرات الإسرائيليّة وهو شيءٌ غير واقعي ولا منطقي. من جهتها فحصت ميدل إيست آي الوثائق التي عرضها هرتسوغ ووجدت أنها متاحة على شبكة الإنترنت ويسهل الوصول لها فوق أنها لا تحتوي على أية تعليمات حول كيفية صنع الأسلحة الكيميائية، بل تُفصّل في حياة رمزي يوسف وتعتبره بطلًا لكنها لا تُقدّم أي تفاصيل حول إنتاج الغاز أو السلاح الكيميائي.